# Herpailurus yagouaroundi
El yaguarundí, jaguarundi o gato moro (Herpailurus yagouaroundi), referido por la CONABIO como jaju, onza, leoncillo o león breñero, es una especie de mamífero carnívoro de la familia Felidae. El macho mide entre 62 y 83 cm y la hembra entre 43 y 66 cm. Su peso corporal va de 3,5 a 6,5 kg. Su cuerpo es largo y esbelto con miembros cortos y cola larga. La cabeza es pequeña y plana con orejas también pequeñas y redondeadas. Pelaje corto y áspero, que va de pardo a negro uniforme. Los pelos tienden a ser claros en la base y en la punta dando apariencia entrecana. Carece de manchas o líneas.

## Descripción

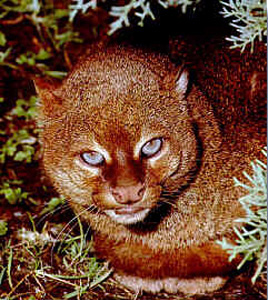
Yaguarundí.

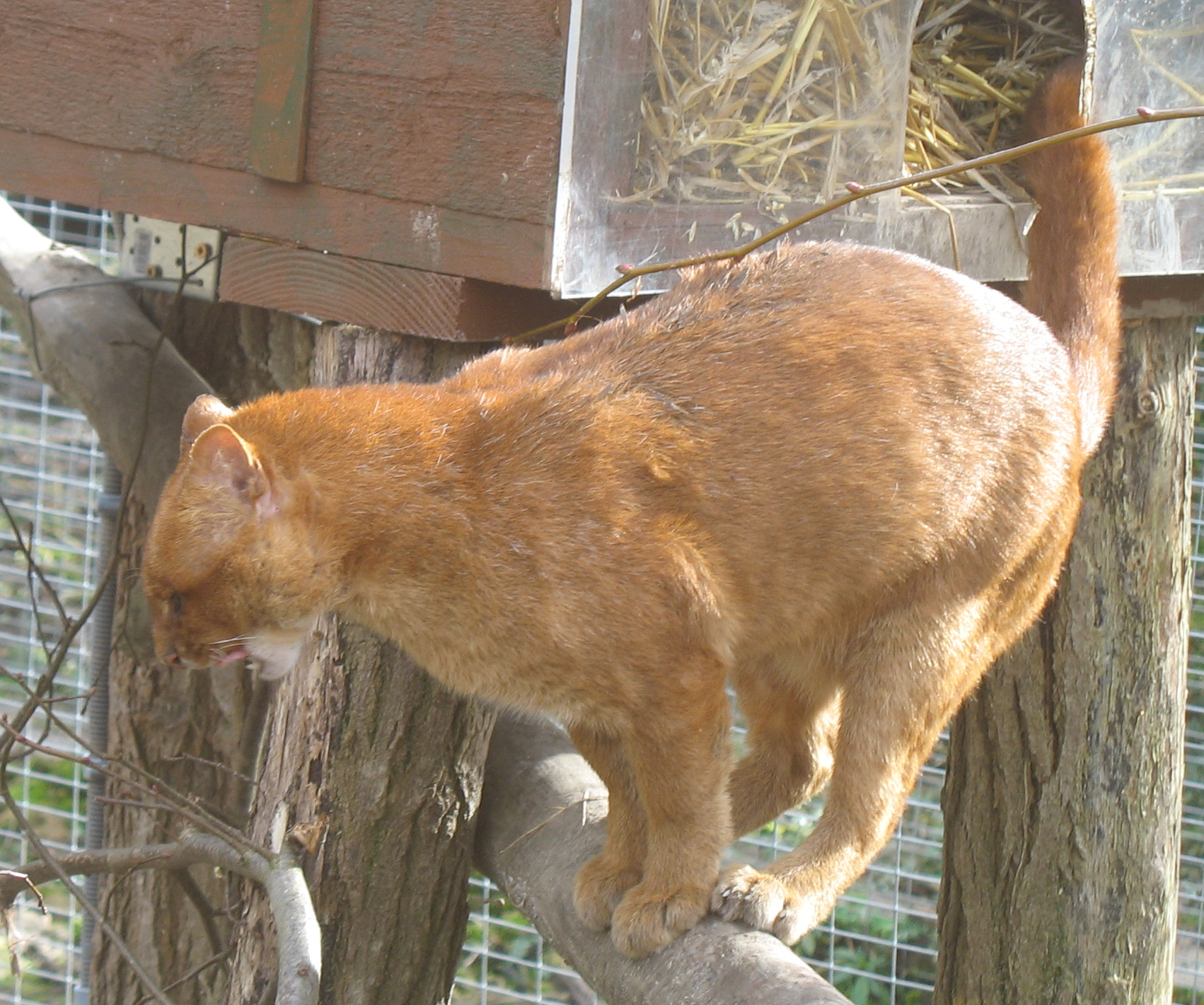
Yaguarundí.

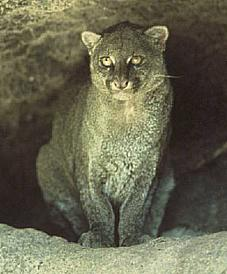
Yaguarundí.

Es de talla pequeña, más grande que un gato doméstico, con cráneo y cara muy similares a los del puma (Puma concolor). Presenta dos formas en la coloración de su pelaje: una de color castaño rojizo, y otra parda casi negra o grisácea, pudiendo estar presentes ambas en la misma camada. Este felino alcanza una longitud de 50 a 70 cm de largo, más la cola que mide de 30 a 60 cm. Mide en promedio 33 cm de altura. Los adultos alcanzan un peso entre los 3,5 y 9,1 kg.
Su constitución se asemeja en general a la del puma, aunque a diferencia de este, su talla es muy inferior, posee orejas más pequeñas, forma más alargada, patas más cortas y sus colores son más variados (rojizos, negros, grises claro y oscuro); al igual que en el puma, su color es siempre uniforme, sin manchas.

## Distribución y hábitat
El área de distribución del yaguarundí incluye el sur de Texas y ambas zonas costeras de México, América Central y en América del Sur, la región al oriente de los Andes hasta el norte de la Patagonia argentina.
Habita zonas de tierras altas, matorrales, semicaducos, bosque húmedo, pastizales, generalmente cerca de una corriente de agua. En general vive en tierras bajas, aunque también es encontrado en altitudes de hasta 3200 m s. n. m. Aún con su amplia distribución y diversidad de ambientes habitados, se la considera una especie rara.
Para Argentina registros recientes confirman su existencia para el norte de la provincia de Río Negro, para la localidad de Sierra Grande y también para los departamentos de San Antonio y Avellaneda, en las estepas del monte arbustivo. En Mendoza existen escasas observaciones directas y algunos ejemplares colectados en capturas o como producto de eventos de atropellamiento en rutas, corresponden a sitios alejados de los principales centros urbanos y en áreas naturales protegidas. En 2014, en la zona oeste de la laguna del Viborón en el departamento de Maipú se observó y fotografió por breves segundos un espécimen.
En México vive en tierras bajas de la costa del Pacífico, desde Sinaloa hasta Chiapas; asimismo, en la vertiente del Golfo, en la parte sur del centro del país y en la península de Yucatán. Habita ambientes con densa cobertura arbustiva y arbórea, tanto en selvas secas como húmedas.

## Comportamiento y ecología

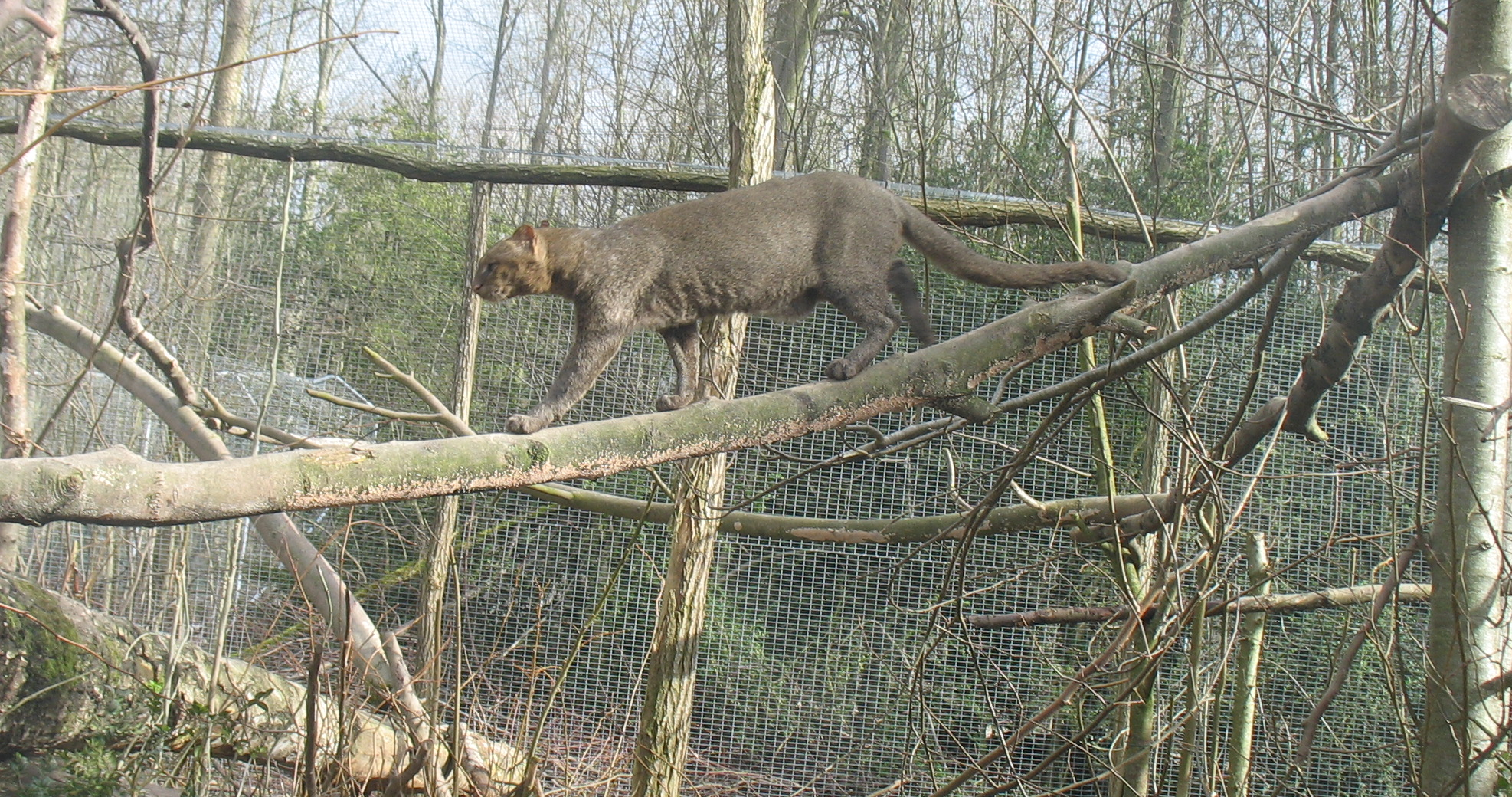
Un yaguarundí (Puma yagouaroundi) en el Parque de los Félidos.

### Dieta
Se alimenta de pequeños mamíferos y aves. También caza reptiles y anfibios, y se beneficia de los peces que quedan atrapados en las orillas de los ríos y lagos. Es más activo durante el día.
En México convive en los mismos hábitats que el gran roedor conocido como guatusa o cherenga (Dasyprocta punctata), que es muy apreciado por el yaguarundí.

### Reproducción
En esta especie las madres tienen de uno a cuatro crías. El período de gestación es de 70 a 75 días. Alcanzan la adultez entre los dos y los tres años de edad. Se le estima una longevidad de quince años.

## Taxonomía

### Nomenclatura
En 1803, Étienne Geoffroy Saint-Hilaire describió dos pieles y cráneos de yaguarundí de lugares desconocidos en América Central y propuso el nombre científico Felis yagouarundi.
El nombre genérico Herpailurus fue propuesto por Nikolái Sévertsov en 1858 para el yaguarundí.
La nomenclatura del yaguarundí ha cambiado notablemente. En la década de 1970 este felino estaba situado en el género Herpailurus de la subfamilia Felinae. A finales del siglo XX, el yaguarundí y el puma (Puma concolor) fueron considerados monofiléticos y situados en el mismo género: Puma. En 2017, un grupo de científicos decidió establecerlo nuevamente en el género Herpailurus.

### Árbol filogenético
Árbol filogenético de su linaje (a 2017):
| Puma | \| \| Puma concolor - Puma \| \| \| \| \| \| Puma yagouaroundi - Yaguarundí \| \| \| \| |
|      | \| \| Puma concolor - Puma \| \| \| \| \| \| Puma yagouaroundi - Yaguarundí \| \| \| \| |
|      | Puma concolor - Puma                                                                    |
|      |                                                                                         |
|      | Puma yagouaroundi - Yaguarundí                                                          |
|      |                                                                                         |

### Etimología
El nombre genérico Herpailurus: (GR) gato que se desliza, de herpes: moverse poco a poco, deslizarse, reptar; y ailouros: gato. Esta última palabra significa literalmente: “que mueve continuamente la cola” (de aiolos: mover continuamente, y oura: cola), característica relevante del gato.
Su epíteto o nombre específico yaguaroundi: proviene del guaraní "jaguarundi" que significa (GU) "carnívoro parduzco", de jagua: fiera, carnívoro y hũngy: parduzco. .

### Subespecies
Se reconocen 8 subespecies de yaguarundí (según Mammal Species of the World tercera edición):
- Jaguarundi argentino (Holmberg, 1898)
- Jaguarundi del Golfo (Berlandier, 1859)
- H. y. eyra (G. Fischer, 1814)
- H. y. fossata (Mearns, 1901)
- H. y. melantho (Thomas, 1914)
- H. y. panamensis (Allen, 1904)
- H. y. tolteca (Thomas, 1898)
- H. y. yagouaroundi (Saint-Hilaire, 1803)

## Filogenia y evolución
El yaguarundí está más estrechamente relacionado con el puma; el clado yaguarundí-puma es hermano del guepardo. Estas tres especies comprenden el linaje Puma, uno de los ocho linajes de Felidae; el linaje Puma divergió del resto hace 6,7 millones de años. El grupo hermano del linaje Puma es un clado de gatos más pequeños del Viejo Mundo que incluye los géneros Felis, Otocolobus y Prionailurus.
Las tres especies del linaje Puma pueden haber tenido un ancestro común durante el Mioceno, hace unos 8,25 millones de años. Acinonyx posiblemente divergió del linaje en América; algunos autores alternativamente sugieren que el guepardo divergió en el Viejo Mundo.
El linaje Puma parece haber migrado de Asia a América del Norte después de cruzar el Estrecho de Bering, llegando a América del Sur a través del Istmo de Panamá en el Plioceno tardío o el Pleistoceno temprano. Esto posiblemente fue seguido por la bifurcación del linaje en el Puma y Herpailurus (representado por H. pumoides) en América del Sur hace unos 4 a 3 millones de años entre el Plioceno tardío y el Pleistoceno temprano. H. pumoides se extinguió alrededor del Pleistoceno medio, alrededor de la época en que nació el yaguarundí moderno; los fósiles más antiguos del yaguarundí moderno se remontan al Pleistoceno tardío en Brasil hace alrededor de 0,5 millones de años. Los pumas originales de América del Norte fueron extirpados durante las extinciones del Pleistoceno hace unos 10 000 años; Luego, América del Norte fue recolonizada por pumas y yaguarundí sudamericanos hace entre 10 000 y 8000 años. El género extinto de América del Norte Miracinonyx es otro miembro de este clado.

## Amenazas y conservación

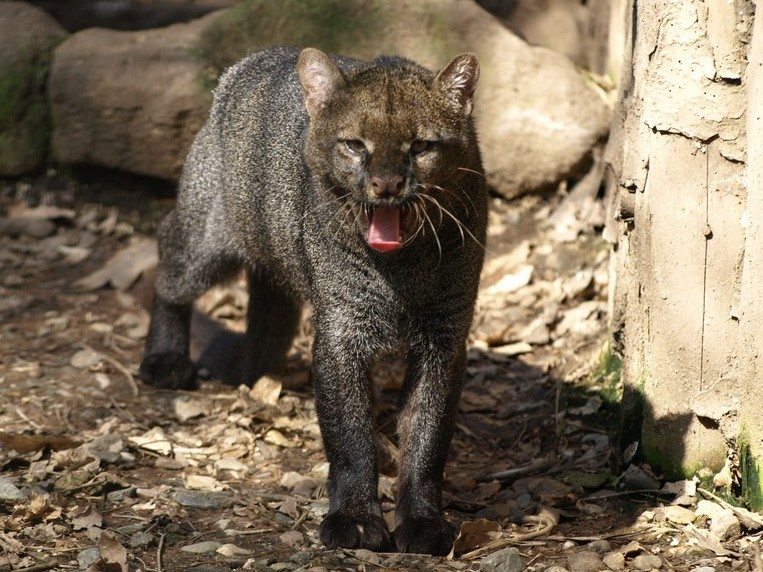
Yaguarundí en el zoológico de Děčín, República Checa.

Entre los principales riesgos que amenazan su conservación se encuentra la pérdida de hábitat por actividades agrícolas y pecuarias y por explotación forestal. Comercialmente, el yaguarundí no es particularmente buscado por su pelaje debido a que su piel es de mala calidad y no tiene valor económico; sin embargo, está sufriendo un declive debido a la pérdida y fragmentación de hábitat, así como persecución por matar aves de corral. Como a otras especies percibidas como dañiñas, los pobladores locales cazan al yaguarundí si se aproxima a los gallineros o si le encuentran cazando a otras especies.
El yaguarundí ha sido incluido como de especie bajo preocupación menor en la Lista Roja de la UICN desde 2002. Las poblaciones mexicanas, excepto las del noreste, parecen estar estables. Las enormes áreas protegidas de la cuenca del Amazonas son probablemente las únicas unidades de conservación que pueden sustentar poblaciones viables a largo plazo. Los evaluadores de la Lista Roja de la UICN señalaron que debería figurar como especie casi amenazada, pero los datos no eran suficientes para extender esta clasificación a todo el rango del yaguarundí. Las poblaciones de yaguarundí de América del Norte y Centroamérica están incluidas en el Apéndice I de la CITES y todas las demás poblaciones están incluidas en el Apéndice II de la CITES.
Las poblaciones en los Estados Unidos están protegidas por la Ley de Especies en Peligro de Extinción; el Departamento de Parques y Vida Silvestre de Texas ha expresado su preocupación de que su presencia en el sur de Texas pueda estar en peligro debido a la pérdida del hábitat nativo del gato. Las poblaciones en México están listadas bajo la Norma Oficial Mexicana NOM-059-SEMARNAT-2010 como amenazadas. La caza del yaguarundí está restringida en Perú y prohibida en Argentina, Belice, Bolivia, Brasil, Colombia, Costa Rica, Guatemala, Guayana Francesa, Honduras, México, Panamá, Paraguay, Surinam, Uruguay, Estados Unidos y Venezuela.

## Nombres comunes
El nombre yaguarundí o jaguarundí, viene del idioma guaraní, que es el segundo idioma oficial después del español en Paraguay en donde se originó el nombre.  Jagua que significa fiera, y Rundi que significa salvaje, osease el nombre significa “fiera salvaje” en guaraní paraguayo. del que también se hace referencia en el nombre científico. recibe otras denominaciones comunes en las diferentes regiones en donde habita, como gato colorado, gato moro, león breñero, gato zonto, leoncillo, onza, candingo, tigrillo, yaguarundi, jaguarundí. También es conocido como guina, Güirito,  gato lagarto, gato nutria,  gato eyrá, gato servante, gato gris y zorro-gato.[cita requerida]